# 거제 섬꽃 축제
거제섬꽃축제(Geoje Island Flower Festival)는 경상남도 거제시에서 매년 10월에 개최하는 거제시 대표 축제이다.
2006년 가을꽃전시회로 시작된 거제섬꽃축제는 거제시농업개발원의 난지농업 시험장을 기반으로 꽃 문화를 접목시켜 독창적인 축제모델로 발전시켜 왔으며, 꽃과 문화 그리고 사람이 어우러지는 종합적인 가을꽃 축제로 해양관광지 거제에 걸맞은 “꿈, 사랑, 환희의 축제”라는 슬로건으로 가을꽃의 향연, 우리농업 둘러보기, 시민과 함께하는 문화공연, 각종 경연대회, 체험행사 등 다양한 테마로 구성되어 펼처진다.